# Jaroslav Tvarůžek
Jaroslav Tvarůžek je český lékař.

## Biografie
Jaroslav Tvarůžek je primář chirurgického oddělení Nemocnice sv. Zdislavy v Mostištích a vedoucí lékař Centra robotické chirurgie Vysočina, je členem americké asociace chirurgů Da Vinci Surgery. Od začátku 90. let se aktivně věnuje chirurgii. Svou praxi začínal v Německu a od roku 1994 působí v České republice. Byl jedním z prvních chirurgů, kteří si osvojili miniinvazivní operační přístupy pomocí tehdy nové laparoskopické techniky. Od roku 2007 se věnuje rozvoji robotické chirurgie v ČR a patří mezi zakladatele této metody v ČR. Sestavil tým lékařů a sester, kteří již od roku 2008 uskutečňují každoročně nejvíce výkonů v České republice pomocí robotického systému daVinci.